# Saint-Georges (Ardennes)
Saint-Georges is een plaats in het Franse departement Ardennes in de regio Grand Est. De plaats maakt deel uit van het arrondissement Vouziers.

## Geschiedenis
Saint-Georges vormde in 1828 samen met Landres de gemeente Landres-et-Saint-Georges. Deze gemeente maakte deel uit van het kanton Buzancy tot dit op 22 maart werd opgeheven en gemeenten werden opgenomen in het kanton Vouziers.